# Brian Taylor
Brian Dwight Taylor (Perth Amboy, Nueva Jersey, 9 de junio de 1951) es un exjugador de baloncesto estadounidense que jugó cuatro temporadas en la ABA y otras seis en la NBA. Con 1,88 metros de altura, lo hacía en la posición de base.

## Trayectoria deportiva

### Universidad
Jugó durante tres temporadas con los Tigers de la Universidad de Princeton, en las que promedió 24,2 puntos y 5,9 rebotes por partido. En su primera temporada oficial con los Tigers (en aquella época los universitarios no jugaban su primera temporada) fue elegido Rookie del Año e incluido en el mejor quinteto de la Ivy League, repitiendo al año siguiente en el mejor quinteto. En su última temporada fue el máximo anotador de la liga, promediando 26,2 puntos por partido. Fue también incluido en el tercer equipo del All-American.
Es el mejor anotador en dos temporadas para los Tigers desde la marca que consiguió Bill Bradley en 1965. Acabó como décimo mejor anotador de todos los tiempos del equipo, a pesar de jugar únicamente dos temporadas. Cinco de los jugadores que le pasan en esta lista necesitaron cuatro temporadas para lograrlo.

### Selección nacional
En 1971 fue convocado por la selección de Estados Unidos para disputar lo Juegos Panamericanos que se disputaron en Cali, Colombia, donde el equipo no pasó de la primera fase, disputando tan sólo 3 partidos.

### Profesional
Fue elegido en la vigésimo tercera posición del Draft de la NBA de 1972 por Seattle Supersonics, siendo también escogido los New York Nets en el Draft de la ABA, escogiendo esta última opción. En su primera temporada fue una de las sensaciones de la liga, promediando 15,3 puntos por partido, siendo elegido Rookie del Año de la ABA. Se afianzó en el puesto de base titular del equipo, y en su segunda temporada colaboró con 11,1 puntos y 4,5 asistencias en la consecución de su primer título de campeón, tras batir a los Utah Stars en la final. Al año siguiente se convirtió en el mejor ladrón de balones de la liga, con 2,8 robos por partido, lo que le supuso aparecer por primera vez en el mejor segundo quinteto de la liga y en el primero defensivo.
En la temporada 1975-76, la que iba a ser la última de la ABA, se reconvirtió en un excelente tirador de 3 puntos, liderando la liga con un 42,1% de acierto, con unos promedios de 16,7 puntos, 3,7 asistencias y 2,3 robos de balón. Fue nuevamente incluido en el mejor quinteto defensivo.
En 1976 dio el salto a la NBA, una vez desaparecida la CBA, siendro traspasado a Kansas City Kings junto con Jim Eakins y dos futuras primeras rondas del draft (que resultaron ser Otis Birdsong y Phil Ford) a cambio del base Tiny Archibald. Y su primera temporada en la liga no pudo ser mejor, logrando su récord de anotación como profesional, al promediar 17,0 puntos, a los que añadió 4,4 asistencias, 3,3 rebotes y 2,8 robos de balón, el segundo mejor de toda la liga en este último aspecto, que le otorgaron un puesto en el segundo mejor quinteto defensivo de la liga.
Nada más finalizar la temporada 1976-77 fue traspasado, junto con una futura primera ronda del draft, a Denver Nuggets a cambio de Tom Burleson y una segunda ronda. Pero en enero de 1978 Brian Taylor abandonó el equipo sin avisar, afirmando que el retraso en el cumplimiento de ciertas obligaciones económicas le permitía cancelar su contrato de acuerdo con las cláusulas del mismo. Este tema tardó casi un año en resolverse, hasta que un procedimiento de arbitrio reconoció la libertad de Taylor pero también el derecho de los Nuggets a recibir una compensación si fichaba por otro equipo.
Volvió a la NBA en febrero de 1979, cuando en su condición de agente libre veterano, fichó por San Diego Clippers, quienes dieron a los Nuggets en compensación dos futuras rondas del draft. Sólo llegó a disputar 20 partidos en esa temporada, pero a la siguiente logró finalmente hacerse con el puesto de titular, acompañando a World B. Free en los puestos bajos del quinteto titular. Esa temporada promedió 13,5 puntos y logró ser el mejor pasador del equipo, con 4,3 asistencias por partido.
Al año siguiente, volvería a liderar una de las clasificaciones de la liga, la de lanzamientos de 3, con un 38,3% de efectividad. Jugó una temporada más, aunque se perdió la mitad de los partidos por lesiones. Al término de la misma se retiró. En el total de su carrera promedió 14,0 puntos, 3,7 asistencias y 2,4 robos de balón.

## Estadísticas de su carrera en la NBA

### Temporada regular
| Temporada | Edad | Equipo             | Liga  | P   | TIT | MIN  | TC  | TCA  | %TC  | 3P  | 3PA | %3P  | TL  | TLA | %TL  | R.OF. | R.DEF. | REB | ASIS | ROB | TAP | PER | FP  | PTS  |
| 1972-73   | 21   | New York Nets      | ABA   | 63  |     | 32.3 | 6.3 | 12.2 | .515 | 0.1 | 0.4 | .160 | 2.7 | 3.6 | .743 | 1.2   | 2.0    | 3.2 | 2.8  |     |     | 2.2 | 3.5 | 15.3 |
| 1973-74   | 22   | New York Nets      | ABA   | 75  |     | 33.4 | 4.8 | 10.2 | .476 | 0.1 | 0.4 | .276 | 1.3 | 1.9 | .699 | 1.2   | 1.6    | 2.9 | 4.5  | 2.1 | 0.3 | 2.2 | 2.6 | 11.1 |
| 1974-75   | 23   | New York Nets      | ABA   | 79  |     | 33.1 | 6.0 | 11.6 | .513 | 0.1 | 0.6 | .217 | 1.9 | 2.5 | .765 | 1.1   | 1.8    | 2.9 | 3.6  | 2.8 | 0.3 | 1.9 | 2.7 | 14.0 |
| 1975-76   | 24   | New York Nets      | ABA   | 54  |     | 32.1 | 6.6 | 13.4 | .490 | 0.6 | 1.4 | .421 | 3.0 | 3.8 | .792 | 1.3   | 1.7    | 3.0 | 3.8  | 2.3 | 0.4 | 2.8 | 2.6 | 16.7 |
| 1976-77   | 25   | Kansas City Kings  | NBA   | 72  |     | 34.6 | 7.0 | 13.8 | .504 |     |     |      | 3.1 | 3.8 | .818 | 1.2   | 2.1    | 3.3 | 4.4  | 2.8 | 0.2 |     | 2.9 | 17.0 |
| 1977-78   | 26   | Denver Nuggets     | NBA   | 39  |     | 31.3 | 4.7 | 10.3 | .452 |     |     |      | 2.3 | 2.9 | .765 | 0.8   | 1.7    | 2.5 | 3.4  | 1.8 | 0.2 | 2.0 | 3.1 | 11.6 |
| 1978-79   | 27   | San Diego Clippers | NBA   | 20  |     | 10.6 | 1.5 | 4.2  | .361 |     |     |      | 0.8 | 0.9 | .889 | 0.7   | 0.7    | 1.3 | 1.0  | 1.2 | 0.0 | 0.9 | 1.7 | 3.8  |
| 1979-80   | 28   | San Diego Clippers | NBA   | 78  |     | 35.3 | 5.4 | 11.5 | .467 | 1.2 | 3.1 | .377 | 1.7 | 2.1 | .802 | 1.0   | 1.4    | 2.4 | 4.3  | 1.9 | 0.3 | 1.8 | 3.2 | 13.5 |
| 1980-81   | 29   | San Diego Clippers | NBA   | 80  |     | 28.9 | 3.9 | 7.4  | .525 | 0.6 | 1.4 | .383 | 1.8 | 2.3 | .789 | 0.7   | 1.2    | 1.9 | 5.5  | 1.5 | 0.3 | 1.4 | 2.7 | 10.1 |
| 1981-82   | 30   | San Diego Clippers | NBA   | 41  | 40  | 31.1 | 4.0 | 8.0  | .503 | 0.6 | 1.5 | .365 | 2.2 | 2.7 | .818 | 0.6   | 1.7    | 2.3 | 5.6  | 1.1 | 0.2 | 2.0 | 2.8 | 10.8 |
| Total     |      |                    | TOTAL | 601 | 40  | 31.9 | 5.3 | 10.8 | .493 | 0.4 | 1.3 | .356 | 2.1 | 2.7 | .780 | 1.0   | 1.7    | 2.7 | 4.1  | 2.1 | 0.3 | 2.0 | 2.8 | 13.1 |
|           |      |                    | NBA   | 330 | 40  | 31.1 | 4.9 | 10.0 | .487 | 0.8 | 2.1 | .376 | 2.1 | 2.6 | .803 | 0.9   | 1.5    | 2.4 | 4.5  | 1.8 | 0.2 | 1.7 | 2.8 | 12.3 |
|           |      |                    | ABA   | 271 |     | 32.8 | 5.8 | 11.7 | .500 | 0.2 | 0.6 | .307 | 2.1 | 2.8 | .754 | 1.2   | 1.8    | 3.0 | 3.7  | 2.4 | 0.3 | 2.2 | 2.8 | 14.0 |

### Playoffs
| Temporada | Edad | Equipo        | Liga | P  | MIN  | TCA | TC  | 3PA | 3P | TLA | TL | R.OF. | REB | ASIS | ROB | TAP | PER | FP  | PTS | %TC  | %3P  | %FT   | MIN  | PTS  | REB | AST |
| 1972-73   | 21   | New York Nets | ABA  | 5  | 166  | 28  | 58  | 0   | 1  | 12  | 15 | 3     | 16  | 11   |     |     | 10  | 14  | 68  | .483 | .000 | .800  | 33.2 | 13.6 | 3.2 | 2.2 |
| 1973-74   | 22   | New York Nets | ABA  | 14 | 507  | 86  | 166 | 2   | 3  | 23  | 30 | 32    | 61  | 62   | 33  | 4   | 32  | 45  | 197 | .518 | .667 | .767  | 36.2 | 14.1 | 4.4 | 4.4 |
| 1974-75   | 23   | New York Nets | ABA  | 5  | 186  | 13  | 36  | 1   | 3  | 4   | 4  | 4     | 12  | 14   | 7   | 1   | 8   | 21  | 31  | .361 | .333 | 1.000 | 37.2 | 6.2  | 2.4 | 2.8 |
| 1975-76   | 24   | New York Nets | ABA  | 13 | 475  | 81  | 213 | 9   | 30 | 34  | 46 | 15    | 34  | 46   | 26  | 3   | 31  | 37  | 205 | .380 | .300 | .739  | 36.5 | 15.8 | 2.6 | 3.5 |
| Total     |      |               | ABA  | 37 | 1334 | 208 | 473 | 12  | 37 | 73  | 95 | 54    | 123 | 133  | 66  | 8   | 81  | 117 | 501 | .440 | .324 | .768  | 36.1 | 13.5 | 3.3 | 3.6 |

## Vida posterior
Tras retirarse, fijó su residencia en Los Ángeles, sirviendo como entrenador y administrador del colegio Harvard-Westlake antes de ser nombrado director del View Park Preparatory School, una escuela situada en el vecindario de Crenshaw.